# Johann IV. Roth

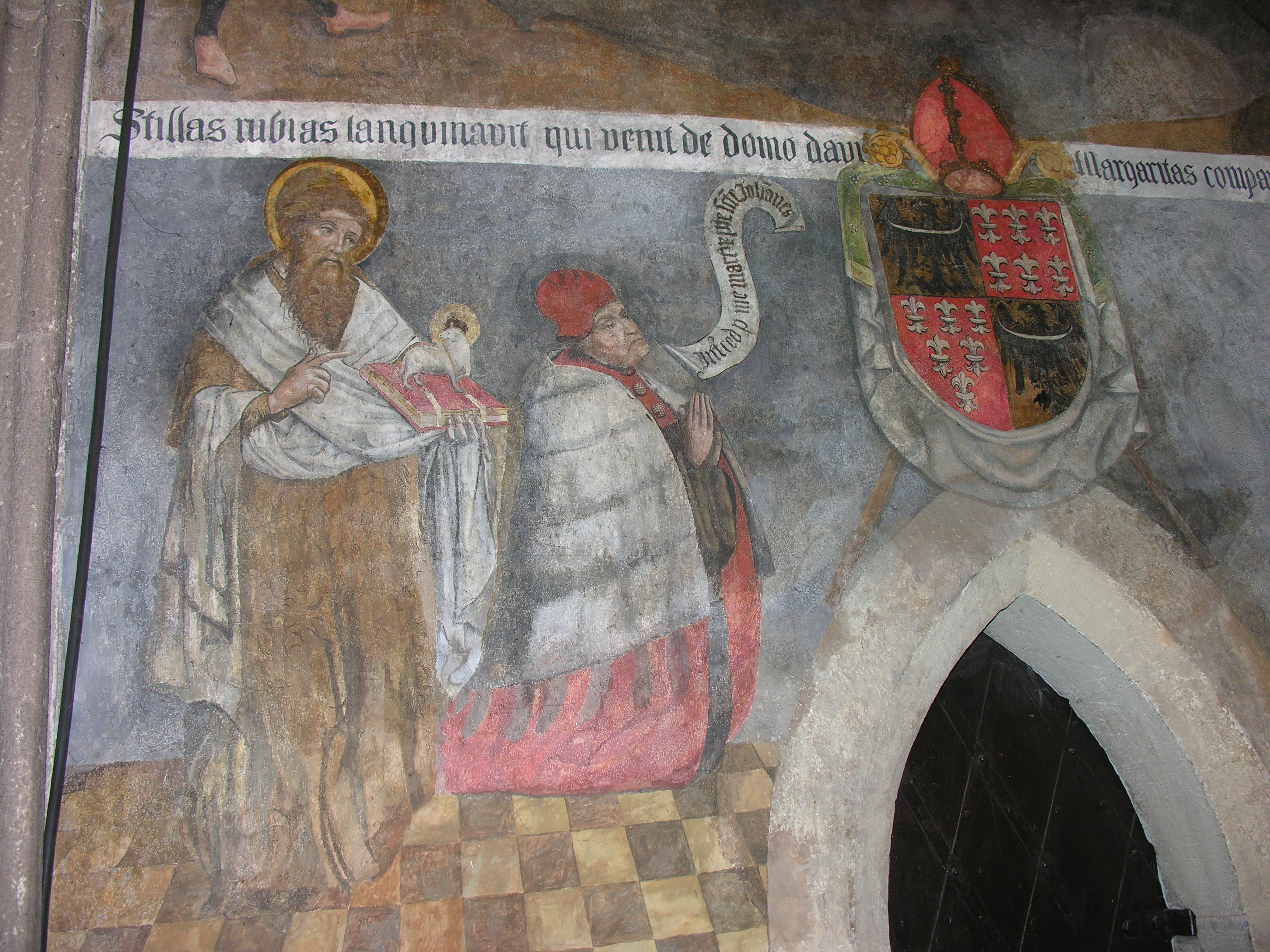
Bischof Johann Roth (rechts) mit Johannes dem Täufer. Gemälde im Dom zu Breslau

Epitaph für Johann IV. Roth im Breslauer Dom

Johann Roth (auch: Johannes Roth; * 30. November 1426 in Wemding, Bayern-Ingolstadt; † 21. Januar 1506 in Neisse, Fürstentum Neisse) war als Johannes I. Bischof von Lavant und als Johannes IV. Fürstbischof von Breslau.

## Leben
Der Sohn des Schuhmachermeisters Seyfried Roth studierte in Rom und in Padua, wo er 1459 Rektor der Juristen war und 1460 den akademischen Grad eines Dr. decretorum erwarb. Danach bekleidete er ein Amt in der Apostolischen Kanzlei und trat dann nacheinander in die Dienste des Königs Ladislaus Postumus, des Kaisers Friedrich III. und ab 1479 des Königs Matthias Corvinus. Bereits 1464 war er von Friedrich III. geadelt und 1468 zum Kanzler des Heiligen Römischen Reichs bestimmt worden. In den politischen Wirren um die Vakanz der ungarischen Krone war er mehrmals aktiv.
Von seiner geistlichen Laufbahn ist bekannt, dass er 1460 Pfarrer in St. Georgen im Attergau, seit 1460 Domdechant in Passau und ab 1466 Domdechant in Breslau war. In der Nachfolge Rudolfs von Rüdesheim, der auf den Breslauer Bischofsstuhl berufen wurde, wurde Johann Roth 1468 zum Bischof von Lavant ernannt. Auf Druck des Königs Matthias Corvinus wählte das Breslauer Domkapitel Johann Roth zum Koadjutor des Bischofs Rudolf von Rüdesheim. Nach dessen Tod 1482 wurde er Fürstbischof von Breslau. Obwohl er zeitweilig Oberlandeshauptmann  von Schlesien war, kam es zwischen ihm und den schlesischen Fürsten sowie der Stadt Breslau immer wieder zu Spannungen, die durch den herrschenden Antiklerikalismus verstärkt wurden.
Johann Roth, der ein glänzender Redner gewesen sein soll, war der erste Humanist auf dem Breslauer Bischofsstuhl und ein Freund der Künste. Er hielt drei Diözesansynoden ab und ließ Missale, Breviere, Rituale und Gesangbücher drucken. Erfahren in Finanzen und Verwaltung, konnte er mehrere verpfändete bischöfliche Güter und Schlösser wieder einlösen.
Er starb am 21. Januar 1506 in Breslau. Sein Leichnam wurde im Breslauer Dom bestattet. Das von Peter Vischer d. Ä. geschaffene Epitaph soll das schönste Bischofsdenkmal Schlesiens sein. In seiner Geburtsstadt Wemding erinnert seit 1818 eine Gedenktafel an seinem Geburtshaus An der Weth 6 an Roth.